# Важкий форвард

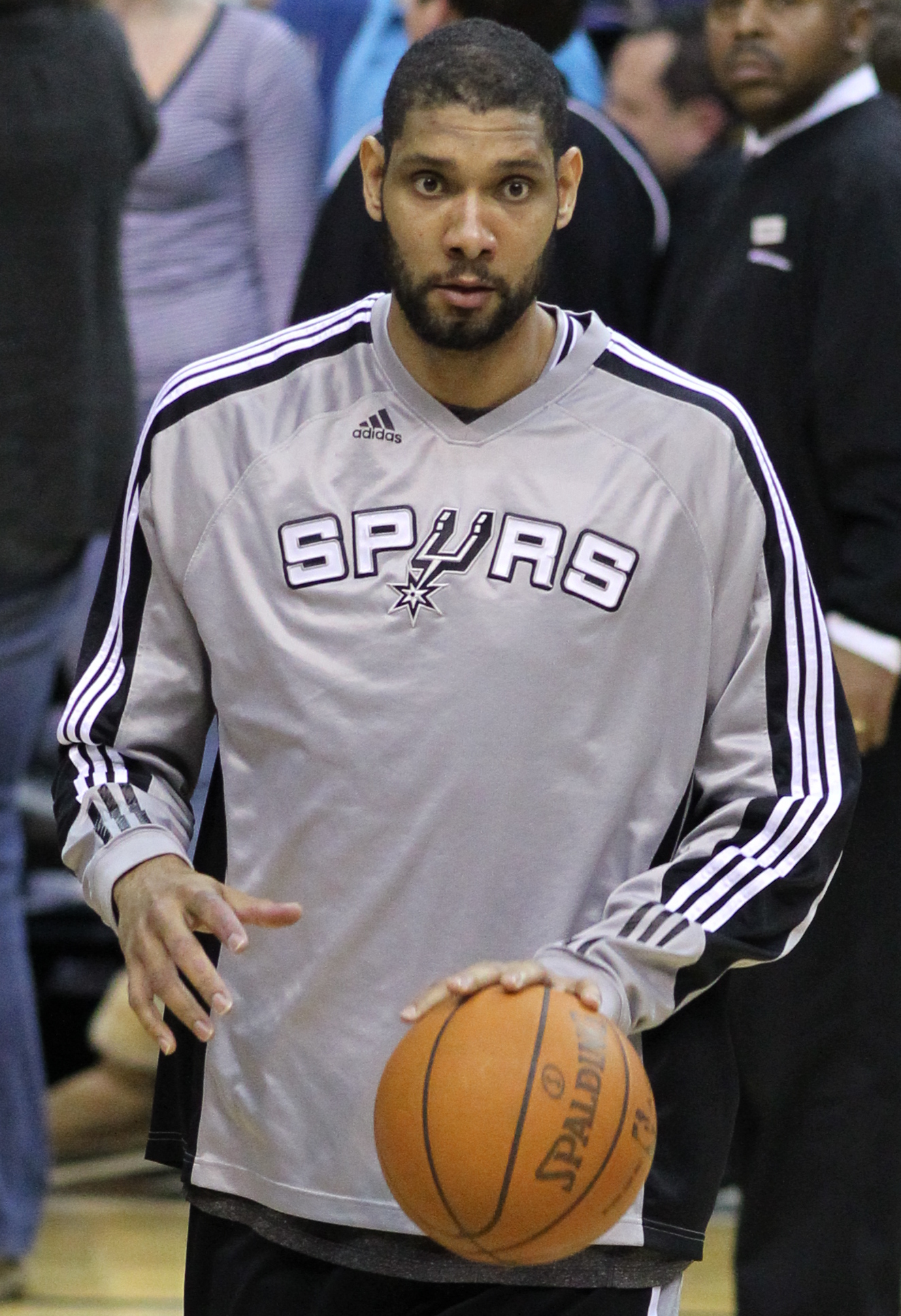
Тім Данкан

Важкий форвард, потужний форвард, четвертий номер (в скороченні пишеться як «ВФ» або латиницею «PF») — одна з п'яти типових позицій в баскетбольній грі. Важкий форвард відіграє подібну до центрового роль, яка полягає в захисті кошика і блокуванні кидків. В нападі типовою позицією для четвертих номерів є зона під кошиком, спиною до нього, а в захисті в зоні під кошиком або проти своїх візаві один-на-один. Ця позиція включає в себе різноманітні обов'язки. Багато потужних форвардів мають хороший кидок з середньої дистанції, деякі з лінії трьох-очкового кидка. Їхні навички більш уніфіковані в європейському стилі грі.
Зріст «четвертого номера» — 200—215 см, а вага в середньому 110—120 кг і більше. Незважаючи на заявлені показники, різноманітність ролей для таких гравців може коливатися від легкого форварда до центрового, залежно від подій в матчі та рішень тренера. Деякі «чисті» важкі форварди часто грають на позиції центрового, тому що мають не тільки навички, але і необхідний зріст для цього.
Серед інших можна виділити таких сучасник потужних форвардів як: Тім Данкан, Кевін Лав, Блейк Гріффін, По Газоль, Кевін Гарнетт, Дірк Новіцкі, Кріс Бош, Зак Рендольф, Елтон Бренд, Амаре Стадемайр, Джош Сміт, Ламаркус Олдрідж.
Серед тих, які вже закінчили кар'єру, можна виділити таких: Боб Петтіт, Денніс Родман, Ральф Семпсон, Карл Мелоун, Чарльз Барклі, Кріс Веббер, Кевін Макгейл.

## Гравці

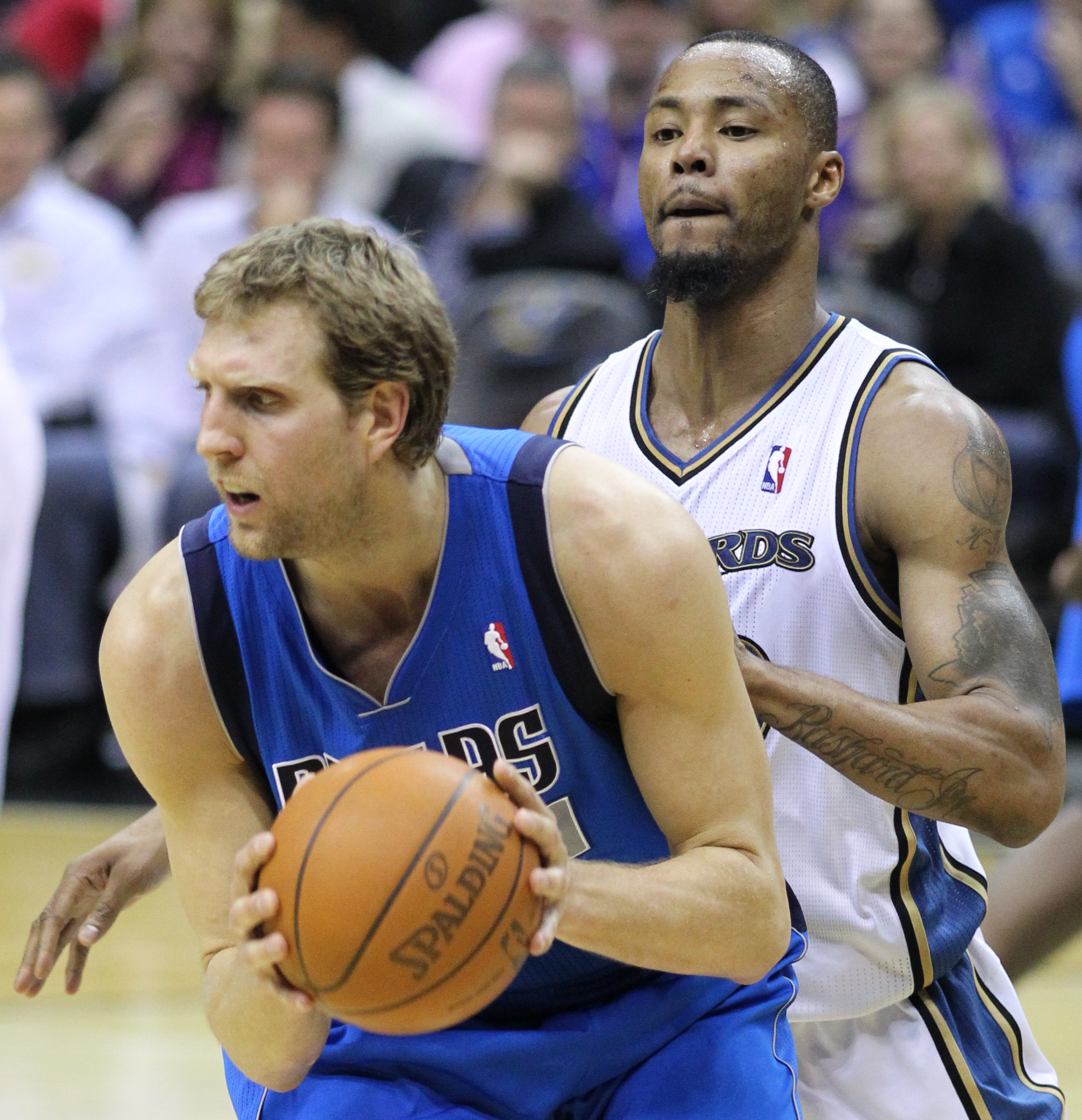
Дірк Новіцкі проти Рашарда Льюіса

Для прикладу, Дірк Новіцкі, не вирізняється сильною грою або фізичним натисок під кошиком, багато з його навичок, включаючи його добре відточений кидок в стрибку і триочковий кидок, більше підходять для легкого форварда. Серед інших, такими навичками також володіють Кевін Лав, Чарлі Вільянуева, Рашард Льюіс, Антуан Джеймісон, Рашид Воллес, Ерсан Ільясова, Раєн Андерсон, Ченнінг Фрай, Трой Мерфі, Андреа Барньяні, Ламар Одом, Ламаркус Олдрідж, Кріс Бош, Ел Гаррінгтон, Кевін Гарнетт та інші.
Чудовим прикладом нешаблонного, але ефективного важкого форварда, є Денніс Родман, який здобував підбирання як в нападі так і в захисті, а також захищався проти інших потужних форвардів, при тому, що його зріст був всього 198 см. Також, Чарльз Барклі був одним з домінуючих потужних форвардів у свій час, хоча його зріст був ще менший - 195 см, при вазі близько 114 кг, що є типовим показником для четвертих номерів. Або як у випадку з Шоном Меріоном, який займає високі позиції в рейтингах за підбираннями; хоча він і рахується як легкий форвард, але часто захищається саме проти важких форвардів. Певний зріст для важкого форварда не є необхідністю: такі дуети як Ендрю Байнум / По Газоль, Девід Робінсон / Тім Данкан, Ральф Сампсон / Хакім Оладжувон є яскравими прикладами пар гравців, які можуть грати як на позиції Важкого форварда, так і на позиції Центрового, тому таких гравців часто називають центрфорвардами. Команди в складі яких є два чи більше центрфорварда, мають перевагу в побудові тактики, що дозволяє їм краще проходити сезон (коли, наприклад, один з гравців травмований).